# Renzo Garcés
Renzo Renato Garcés Mori, noto semplicemente come Renzo Garcés (Pucallpa, 12 giugno 1996), è un calciatore peruviano, difensore dell'Alianza Lima e della nazionale peruviana.

## Caratteristiche tecniche
È un difensore centrale.

## Carriera

### Club
Cresciuto nel settore giovanile dell'Univ. San Martín, debutta in prima squadra il 16 marzo 2014 in occasione dell'incontro di Copa Inca pareggiato 1-1 contro l'Universitario; pochi mesi più tardi esordisce anche nel Campeonato Descentralizado, nella vittoria per 2-0 contro il Real Garcilaso.
Nel 2017 viene acquistato dallo Sporting Cristal dove rimane per due stagioni vincendo il campionato nel 2018; nel gennaio 2019 viene prestato all'U. César Vallejo che al termine della stagione lo acquista a titolo definitivo.

### Nazionale
È stato convocato dalle selezioni giovanili del Perù con cui ha disputato il Campionato sudamericano Under-17 nel 2013 ed il Campionato sudamericano Under-20 nel 2015.
Nel 2021 viene inserito nella lista dei convocati per la Copa América 2021.

## Statistiche
Statistiche aggiornate al 13 giugno 2021.

### Presenze e reti nei club
| Stagione        | Squadra          | Campionato      | Campionato | Campionato | Coppe nazionali | Coppe nazionali | Coppe nazionali | Coppe continentali | Coppe continentali | Coppe continentali | Altre coppe | Altre coppe | Altre coppe | Totale | Totale | Totale |
| Stagione        | Squadra          | Comp            | Pres       | Reti       | Comp            | Pres            | Reti            | Comp               | Pres               | Reti               | Comp        | Pres        | Reti        | Pres   | Reti   |        |
| --------------- | ---------------- | --------------- | ---------- | ---------- | --------------- | --------------- | --------------- | ------------------ | ------------------ | ------------------ | ----------- | ----------- | ----------- | ------ | ------ | ------ |
| 2014            | Univ. San Martín | PD              | 5          | 0          | CP              | 1               | 0               |                    | -                  | -                  |             | -           | -           | 6      | 0      |        |
| 2015            | Univ. San Martín | PD              | 10         | 0          | CP              | 3               | 0               |                    | -                  | -                  |             | -           | -           | 13     | 0      |        |
| 2016            | Univ. San Martín | PD              | 38         | 2          |                 | -               | -               |                    | -                  | -                  |             | -           | -           | 38     | 2      |        |
| 2017            | Sporting Cristal | PD              | 28         | 0          |                 | -               | -               | CL                 | 3                  | 0                  |             | -           | -           | 31     | 0      |        |
| 2018            | Sporting Cristal | PD              | 12         | 0          |                 | -               | -               | CS                 | 0                  | 0                  |             | -           | -           | 12     | 0      |        |
| 2019            | U. César Vallejo | L1              | 26         | 3          |                 | -               | -               |                    | -                  | -                  |             | -           | -           | 26     | 3      |        |
| 2020            | U. César Vallejo | L1              | 20         | 0          |                 | -               | -               |                    | -                  | -                  |             | -           | -           | 20     | 0      |        |
| 2021            | U. César Vallejo | L1              | 8          | 1          |                 | -               | -               | CL                 | 2                  | 0                  |             | -           | -           | 10     | 1      |        |
| Totale carriera | Totale carriera  | Totale carriera | 147        | 6          |                 | 4               | 0               |                    | 5                  | 0                  |             | -           | -           | 156    | 6      |        |

## Palmarès

### Competizioni nazionali
- Campionato peruviano: 1

Sporting Cristal: 2018